# Upplands runinskrifter 50
Runinskrift U 50 är en av fem runstenar som står utanför Lovö kyrka i Lovö socken på Lovön i Mälaren, Ekerö kommun i Uppland.

## Stenen
Stenen är av röd sandsten. Dess höjd är 1,13 meter och dess bredd 0,86 meter. Stenen har en ornamentik med ett rundjur och ett kristet kors i Urnesstil.[källa behövs] I närheten står runstenen U 49, vars inskrift U 50 kan utgöra en fortsättning på och ristningens stilistiska utförande är ungefär detsamma. Ristningarna är utförda av samme ristare.

## Inskriften
Translitterering av runraden:
+ iuan · stretn + merki + ok + rahnuor + eftiri boanta +
Normalisering till runsvenska:
Ioan Stræitinn mærki ok ʀagnvor æftiʀ boanda.
Översättning till nusvenska:
Johan den stridslystne och Ragnvor efter sin man Holmsten.